# فلان أوبراين
برايان أونولان (بالأيرلندية: Brian Ó Nualláin) (من مواليد 1 أبريل عام 1966) المعروف باسمه القلميّ فلان أوبراين، كان موظفًا في الخدمة المدنية الأيرلندية وروائيًا وكاتبًا مسرحيًا ساخرًا، وهو يُعد الآن من الشخصيات البارزة في الأدب الأيرلندي في القرن العشرين. وُلد في سترابان، في مقاطعة تيرون، ويُنظر إليه باعتباره شخصية محورية في الحركة الحداثية وأدب ما بعد الحداثة. كتبت رواياته باللغة الإنجليزية، مثل سباحة طائرين والشرطي الثالث، تحت اسم أوبراين القلميّ. أما مقالاته الساخرة العديدة المنشورة في صحيفة ذا آيريش تايمز وروايته المكتوبة باللغة الأيرلندية تحت عنوان (آن بيل بوخت، بالإنجليزية: The Poor Mouth) فقد كتبت تحت اسم مايلز نا غكوبالين.
اجتذبت روايات أوبراين جمهورًا واسعًا لما تتميز به من فكاهة غير تقليدية وكونها أمثلة بارزة على الخيال الما ورائي الحداثي. كروائي، تأثر أوبراين بجيمس جويس، إلا أنه كان متشككًا تجاه «عبادة» جويس، إذ قال: «أقسم بالله، إن سمعت اسم جويس مرة أخرى، فسأرغي من فمي لا محالة».

## الصحافة وكتابات أخرى
من أواخر عام 1940 حتى أوائل عام 1966، كتب فلان أوبراين (برايان أونولان) مقالات قصيرة في صحيفة ذا آيريش تايمز تحت عنوان كروزكين لون، مستخدمًا الاسم المستعار «مايلز نا غكوبالين» (والذي غيره إلى «مايلز نا غوبالين» في أواخر عام 1952، بعد أن توقف عن كتابة العمود معظم ذلك العام). خلال السنة الأولى، كانت المقالات تُكتب باللغة الأيرلندية. ثم بدأ يتناوب بين مقالات بالأيرلندية وأخرى بالإنجليزية، لكنه استقر على الإنجليزية فقط بحلول أواخر عام 1953. يعود أصل عموده الصحفي  كروزكين لون المنقول صوتيًا من الأيرلندية والذي يعني «إبريق صغير ممتلئ/فياض») إلى سلسلة من الرسائل ذات الأسماء المستعارة التي كتبت لصحيفة  ذا آيريش تايمز، والتي كان الهدف منها السخرية من نشر قصيدة في الصحيفة نفسها بعنوان «رشّ البطاطا» للشاعر باتريك كافناغ:
لست ناقدًا للشعر – فالقصيدة الوحيدة التي كتبتها كانت حين كنت جسدًا وروحًا تحت نير صبغة الأفيون المذهّب – لكن أظن أن السيد كافناغ [كذا] يسير في الطريق الصحيح هنا. ولعل ذا آيريش تايمز، البطلة الخالدة للفلاحين، تتكرم علينا بسلسلة على هذا المنوال، تتناول فيها تعقيدات الريف مثل التهاب ضرع الماعز والمواشي المصابة بورم الجلد الطفيلي والإجهاض المعدي وقنوات البيض غير البيضوية واضطرابات الأعصاب بين السادة الذين يدفعون الإيجار (وهو مصطلح عامي أيرلندي يُطلق على الخنازير).
لطالما نشرت صحيفة ذا آيريش تايمز عددًا كبيرًا من رسائل القُرّاء، مخصصة صفحة كاملة يوميًا لتلك الرسائل، وكانت تقرأ على نطاق واسع. غالبًا ما كانت تلك السلسلة من الرسائل – بعضها كتبه أوبراين وبعضها لا – تستمر لأيام وأسابيع، تحت أسماء مستعارة متنوعة، مستخدمة أنماطًا مختلفة ومتطرقة لمواضيع شتّى، بما في ذلك الرد على رسائل سابقة كتبها أوبراين نفسه بأسماء مستعارة أخرى. لاقت هذه الرسائل صدى واسعًا لدى قرّاء الصحيفة، فدعا رئيس تحريرها حينذاك، آر. إم. سميلي، أوبراين لكتابة عمود منتظم.
من المهم الإشارة إلى أن ذا آيريش تايمز كانت تؤكد أن ثلاثة كتاب بأسماء مستعارة كانوا يكتبون عمود كروزكين لون، ما وفر لبرايان أونولان بعض الغطاء بصفته موظفًا حكوميًا، لا سيما عندما تكون المقالات مثيرة للجدل (مع أن معظمها كان من كتابته). كان جيرارد «كالي» تاينان أوماهوني، رئيس التحرير الإداري للصحيفة خلال جزء كبير من تلك الفترة (وهو والد الكوميدي ديف آلن، وصديق شخصي ورفيق سهر لأوبراين، وربما كان أحد الكتاب الآخرين أحيانًا)، عادةً ما يُسأل عن هوية الكاتب، لكنه كان يراوغ ببراعة. (يُقال إن علاقتهما تدهورت حين استولى أونولان على ساق أوماهوني الاصطناعية أثناء جلسة شراب، وهي الساق التي كان قد فقدها في الخدمة العسكرية).
نُشر العمود الأول في 4 أكتوبر من عام 1940، تحت الاسم المستعار «أن بروك» (أي «الغُرَيْر»). في جميع الأعمدة اللاحقة، استُخدم اسم «مايلز نا غكوبالين» («مايلز الخيول الصغيرة» أو «مايلز المهور»)، وهو اسم مستوحى من رواية ذا كوليجيانز (طلبة الكلية) للكاتب جيرالد غريفين. في البداية، كانت المقالات تُكتب بالأيرلندية، لكنها تحولت بسرعة إلى الإنجليزية، مع إدراج عبارات متفرقة بالألمانية أو الفرنسية أو اللاتينية أحيانًا. كان العمود الساخر شديد اللهجة في بعض الأحيان، مستهدفًا النخبة الأدبية في دبلن وأنصار إحياء اللغة الأيرلندية والحكومة الأيرلندية وأيضًا «الناس العاديين في أيرلندا». يُظهر المقطع التالي من أحد الأعمدة – حيث يتذكر الكاتب بحنين فترة دراسته القصيرة في ألمانيا – الطابع الساخر اللاذع الذي ميّز كتاباته في كروزكين لون:
| فلان أوبراين | ألاحظ هذه الأيام أن الجزيرة الخضراء تزداد اخضرارًا. انتفاخات مبهجة أشبه بالقروح الناعمة تنبثق كالبراعم على أغصان أشجارنا، حيث يمكن رؤية أزهار النرجس المتكتلة على المروج المرتفعة. الربيع قادم، والفتيات الآن منشغلات بزي الربيع الجديد. سيمضي الزمن بسلاسة حتى يعيد فافونيوس الحياة إلى نبيذ الميد المتجمد، ويكسو الزنبق والورد، اللذين لم يغرسا أو يغزلا بحلة جديدة. اللعنة، يعود بي الذهن إلى أيام هايدلبيرغ. سونيا وليلي وماغدا وإرنست شموتس وجورج غاير وثيودور وينكلمان وإفريم زيمباليست وأوتو غرون وعازف الأكورديون كورت شاخمان والدكتور أوراي، سليل الأمراء الأيرلنديين. (لقد أضعت قلبي في هايدلبيرغ في ليلة صيفية دافئة، كنتُ واقعًا في الحب حتى أذنيّ، وكان فمُها يبتسم كأنه وردةٌ صغيرة... أو شيء من هذا القبيل، تمبتي تمبتي تمبتي تمبتي، قلبي ينبض على ضفاف نهر نيكار) إنها أغنية طلابية جميلة للغاية. الجعة والموسيقى والسباحة منتصف الليل في نهر نيكار. أحاديث بالأيرلندية مع كونو ماير وجون ماركيس... آه، ذلك التناغم. (وحين ودعنا بعضنا أمام البوابات، وفي القبلة الأخيرة، أدركت بوضوح أنني قد أضعت قلبي في هايدلبيرغ... قلبي — نعم، قلبي — ينبض على ضفاف نهر نيكار! تمبتي تمبتي تم) الناس العاديون في أيرلندا: أليست الألمانية شبيهة جدًا بالأيرلندية؟ لغة حلقية جدًا وما إلى ذلك؟ أنا: نعم. الناس العاديون في أيرلندا: يقول الناس إن اللغتين، الألمانية والأيرلندية، لغات حلقية جدًا. أنا: نعم. الناس العاديون في أيرلندا: كل الأصوات حلقية، أفهمت؟ أنا: نعم. الناس العاديون في أيرلندا: لغات حلقية جدًا، الاثنتان: الغيلية والألمانية. | فلان أوبراين |

كتب أونولان/مايلز نا غكوبالين عمود كروزكين لون في صحيفة ذا آيريش تايمز حتى وفاته عام 1966.
ساهم أوبراين بشكل كبير في مجلة إينفوي إذ كان «رئيس التحرير الفخري» للعدد الخاص بجيمس جويس) وكان من أعضاء حلقة الحانة الأدبية الشهيرة في ماكديدز التي شملت شخصيات أدبية وفنية مثل باتريك كافناغ وأنتوني كرونين وبرندان بيهان وجون جوردن وبيرس هاتشينسون وجيه. بي. دونليفي والفنان ديسموند ماكنمارا، الذي صمم، بطلب من أوبراين، غلاف الطبعة الأولى من كتاب أرشيف دلكي. كتب أوبراين في مجلة ذا بيل. كتب أيضًا عمودًا بعنوان مواضع الخلاف لصحيفة ذا ناشيوناليست تحت الاسم المستعار جورج نوال، وقد جمعت تلك المقالات في كتاب بعنوان مايلز أواي فروم دبلن.
مثلت معظم كتاباته المتأخرة مقالات متفرقة نُشرت في دوريات، بعضها محدود التوزيع، وهذا ما يفسر أن أعماله لم تحظ باهتمام أكاديمي جاد إلا في السنوات الأخيرة. كان أوبراين أيضًا معروفًا باستخدامه المكثف والمبتكر للأسماء المستعارة في العديد من كتاباته، بما في ذلك القصص القصيرة والمقالات والرسائل إلى المحررين، وربما حتى الروايات، ما جعل تجميع ببليوغرافيا كاملة لأعماله مهمة شبه مستحيلة. تحت أسماء مستعارة، كان أوبراين يكتب باستمرار رسائل هجومية إلى صحف مختلفة، لا سيما ذا آيريش تايمز، والتي يستهدف فيها شخصيات وأدباء معروفين؛ وفي حالات طريفة، كان بعض هذه الأسماء المستعارة كاريكاتيرات مركبة لشخصيات حقيقية، ما زاد من الجدل حول ما إذا كانت تلك الشخصيات حقيقية أم من اختراع الكاتب، وأدى ذلك إلى جدالات اجتماعية واتهامات غاضبة. يُزعم أنه كان يكتب رسائل إلى محرر ذا آيريش تايمز ينتقد فيها مقالاته الخاصة المنشورة في العمود أو يرد برسائل غاضبة وغريبة الأطوار وحتى مختلة بعض الشيء على رسائل أخرى كان قد كتبها هو نفسه تحت أسماء مستعارة، ما أثار تكهنات محمومة حول هوية كاتب الرسائل، وما إذا كان موجودًا فعلًا. ثمّة أيضًا تكهنات مستمرة بأنه كتب جزءًا من سلسلة طويلة من روايات المحقق سيكستون بليك الرخيصة المعروفة باسم بيني دريدفول تحت الاسم المستعار ستيفن بلايكسلي، وربما كان الكاتب الأيرلندي في أدب الخيال العلمي جون شاموس أودونيل، الذي نشر على الأقل قصة واحدة في مجلة قصص مذهلة عام 1932. في حين أثيرت أيضًا بعض التكهنات حول أسماء مثل جون هاكيت وبيتر ذا بينتر (لعب لفظي على اسم مسدس شهير استخدمه الجيش الجمهوري الأيرلندي خلال حرب الاستقلال)، وويني ويدج وجون جيمس دو وغيرهم كثير. ولا عجب أن جزءًا كبيرًا من نشاط أوبراين الأدبي تحت الأسماء المستعارة لم يُثبت بعد حتى الآن.